# Скрипченко, Константин Петрович
Константин Петрович Скрипченко (26 декабря 1915, Снежно́е, область Войска Донского — 15 октября 1967, Полтава) — советский футболист, вратарь.

## Биография
По национальности украинец. Член ВКП(б). В состав «Стахановца» переехал из Снежного, где работал на шахте № 10-бис. С первого сезона стал игроком основного состава. Имел молниеносную реакцию, играл просто и надежно. В довоенных чемпионатах провел 64 игры и еще 9 в кубке СССР.
В начале Великой Отечественной войны ушел на фронт. Принимал участие в боях минёром за Миллерово, Сталинград, Харьков, Синельниково, Никополь, Бреслау и др. Командовал взводом 56-го инженерно-сапёрного батальона 62-й инженерно-сапёрной бригады. Награжден орденом Красного Знамени и двумя орденами Красной Звезды.
В 1945 году вернулся в «Стахановец». В следующем сезоне перешел в состав киевского «Динамо» и в течение четырех лет был дублером Анатолия Зубрицкого. Завершал карьеру футболиста в составе ДО (Киев).
В начале 50-х годов начал тренерскую деятельность. Возглавлял полтавские команды «Локомотив», «Колхозник», «Колос», «Шахтер» (Александрия), «Шахтер» (Запорожье) и «Нефтяник» (Дрогобыч).
В 2013 году, в донецком парке им. Щербакова, была открыта березовая аллея памяти бывших игроков «Стахановца» и «Шахтера», которые воевали на фронтах Немецко-советской войны 1941—1945 годов. На мемориальной доске указаны имена 32 футболистов-фронтовиков, в том числе и Скрипченко.